# ウンブリア州

ウンブリア州
Regione Umbria

ウンブリア州（ウンブリアしゅう、イタリア語: Umbria）は、イタリア共和国中部に位置する州。州都はペルージャ。
イタリアの州で海にも国境にも接していない、唯一の「内陸」の州である。

## 地理

### 位置・広がり
イタリア半島中部に位置する。面積は8,456 km2で、イタリアの州の中では5番目に狭い。州都ペルージャは、アンコーナから西南西へ約107km、フィレンツェから東南へ約118km、首都ローマから北へ約135kmの距離にある。
隣接する州は以下の通り。
- 北東 - マルケ州
- 南 - ラツィオ州
- 北西 - トスカーナ州

### 地勢
アペニン山脈中にある県である。南部はテヴェレ川の河畔であり、北部ではトラジメーノ湖をはさみトスカナ平野に接する。丘陵地が多く、古代より多くの都市が防衛のため丘陵上で営まれてきた。

### 気候
気候は地中海性気候であり、ブドウやオリーヴの栽培が盛んである。

### 主要な都市
人口3万人以上のコムーネは以下の通り。人口は2011年1月1日現在。
- ペルージャ （ペルージャ県） - 168,169人
- テルニ （テルニ県） - 113,324人
- フォリーニョ （ペルージャ県） - 58,162人
- チッタ・ディ・カステッロ （ペルージャ県） - 40,567人
- スポレート （ペルージャ県） - 39,574人
- グッビオ （ペルージャ県） - 32,998人

このほか、アッシジ、ナルニ、オルヴィエート、トーディなどの都市がある。
- ペルージャ
- テルニ
- フォリーニョ
- チッタ・ディ・カステッロ

## 歴史
ウンブリア州の名は古代紀元前6世紀頃この地方に住んだウンブリイ族にちなむ。ウンブリイ族はウンブリア語と呼ばれるラテン語に近い言語を話していた。現代のウンブリア州は同じ名前をもつとはいえ、現在のマルケ州北部、ラヴェンナまで及んでいたがテヴェレ川西岸を含まなかった古代のウンブリア州とは範囲を異にする。古代にはテヴェレ川西岸、たとえばペルージャはエトルリア州に属していた。そしてノルチアの周辺はサビニ族の領土であった。
中世から近世に掛けてはローマ教皇領に属し、商業で栄えた。中世末期アッシジに出たフランチェスコの築いた托鉢修道会フランシスコ会はカトリック世界最大の修道会の一つとなり、アッシジは現在もイタリア国内ではローマに次ぐ重要な巡礼地のひとつである。ルネサンス期にはペルージャにペルージャ派とよばれる画家の一群が出た。1860年、イタリア王国に併合された。

## 行政区画

ウンブリア州と各県

ウンブリア州は、以下の2県からなる。州に含まれるコムーネの数は92で、これはヴァッレ・ダオスタ州に次いで少ない。
左端の数字はISTATコード、アルファベット2文字は県名略記号を示す。人口は2011年1月1日現在。面積の単位はkm2。
|     |    | 県名         | 綴り    | 県都       | 面積  | 人口    |
| --- | -- | ------------ | ------- | ---------- | ----- | ------- |
| 054 | PG | ペルージャ県 | Perugia | ペルージャ | 6,334 | 671,821 |
| 055 | TR | テルニ県     | Terni   | テルニ     | 2,122 | 234,665 |

## 文化・観光

### 言語
2006年の国立統計研究所（ISTAT）の統計によれば、6歳以上の住民の家庭内での会話における言語状況は以下の通り。イタリア語（Italiano）、地方言語（Dialetto）、他の言語（Altra lingua）についてのデータで、左列が全国平均、右列がウンブリア州の数値である。
| 家庭内の会話における使用言語           | 全国  | 州    |
| -------------------------------------- | ----- | ----- |
| イタリア語のみ、あるいは主にイタリア語 | 45.5% | 41.0% |
| 地方言語のみ、あるいは主に地方言語     | 16.0% | 14.9% |
| イタリア語と地方言語の双方             | 32.5% | 37.7% |
| 他の言語                               | 5.1%  | 5.4%  |

### 世界遺産
州には世界遺産として以下がある。
- アッシジ、フランチェスコ聖堂と関連修道施設群 （ペルージャ県アッシジ）
- イタリアのロンゴバルド族:権勢の足跡 (568-774年) の一部
  - サン・サルヴァトーレ聖堂 （ペルージャ県スポレート）
  - クリトゥンノの小神殿 （ペルージャ県カンペッロ・スル・クリトゥンノ）

### 観光地

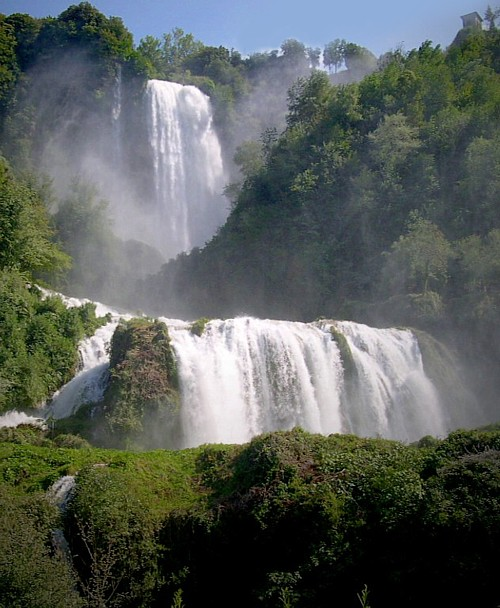
マルモレの滝

テルニ郊外にあるマルモレの滝は古代ローマ時代につくられた高さ165m、3段の人工滝である。ヴェリノ川から運河を引き断崖からテルニ川に水を落とすもので、景勝地である。

## スポーツ

### サッカー
州内に本拠を置くプロサッカークラブとしては以下がある。所属リーグは2012-13シーズン現在。
- テルナーナ・カルチョ （テルニ県テルニ） - セリエB (サッカー)（2部リーグ）
- ペルージャ・カルチョ （ペルージャ県ペルージャ） - レガ・プロ1（3部リーグ）
- ASグッビオ1910 （ペルージャ県グッビオ） - レガ・プロ1
- フォリーニョ・カルチョ （ペルージャ県フォリーニョ） - レガ・プロ2（4部リーグ）

5部リーグ（アマチュア最上位リーグ）のセリエDでは、ラツィオ州、トスカーナ州のクラブとともにジローネEに属する。ウンブリア州の地方リーグ（6部リーグ）として、エッチェッレンツァ・ウンブリア (it:Eccellenza Umbria) がある。

## 人物

### 著名な出身者
- ネルウァ - 1世紀のローマ皇帝。現在のナルニ出身。
- ヌルシアのベネディクトゥス - 5-6世紀の修道院長。現在のノルチャ出身。
- アッシジのフランチェスコ - 12-13世紀の修道士、フランシスコ会創設者。アッシジ出身。
- モニカ・ベルッチ - 女優・ファッションモデル。チッタ・ディ・カステッロ出身。